# Großer Preis der Schweiz 1953
Der Große Preis der Schweiz 1953 (offiziell XIII Großer Preis der Schweiz) fand am 23. August auf der Bremgarten-Rundstrecke bei Bern statt und war das achte Rennen der Automobil-Weltmeisterschaft 1953.

## Bericht

### Hintergrund
Nach dem Großen Preis von Deutschland stand Alberto Ascari als Weltmeister fest. Er führte in der Fahrerwertung uneinholbar mit 13,5 Punkten vor Giuseppe Farina und mit 14,5 Punkten vor Juan Manuel Fangio.
Bei Maserati ersetzte Hermann Lang den verletzten José Froilán González. Ansonsten trat das Team mit seiner Stammbesetzung Fangio, Felice Bonetto und Onofre Marimón an. Auch bei Ferrari änderte sich an der Teambesetzung (Ascari, Farina, Luigi Villoresi und Mike Hawthorn) nichts. Bei Gordini steuerte der Amerikaner Fred Wacker den dritten Wagen, Connaught fehlte ebenso wie Cooper. Wieder mit dabei war das englische H.W.M.-Team, das Paul Frère, Lance Macklin und Albert Scherrer ins Rennen schickte.
Mit Fangio, Farina und Ascari (jeweils einmal) traten drei ehemalige Sieger zu diesem Grand Prix an.

### Training
Wie 1953 üblich, bestimmten die Ferrari und die Maserati das Trainingsgeschehen. Fangio sicherte sich im Maserati die Pole-Position vor Ascari und Farina. Die viertbeste Zeit erzielte überraschend Maurice Trintignant im Gordini, der damit je zwei Werkswagen von Maserati und Ferrari geschlagen hatte. Wacker hatte im Training einen schweren Unfall, bei dem er sich so verletzte, dass er nicht am Rennen teilnehmen konnte.

### Rennen
Fangio nutzte seine Pole-Position zum besten Start, konnte die Führung aber nur bis zur Hälfte der ersten Runde verteidigen, als ihn Ascari überholte. Farina und Trintignant konnten ihre guten Startpositionen dagegen nicht umsetzen, Farina fiel am Start auf die neunte Stelle zurück, konnte sich im Laufe der ersten Runde auf die siebte Stelle vorkämpfen. Trintignant kam als neunter aus der ersten Runde zurück, Louis Rosier und Jacques Swaters beendeten die erste Runde gar nicht.
Bis zur siebten Runde hatte sich Farina auf die dritte Stelle vorgekämpft, eine Runde später fiel Fangio mit Getriebeproblemen von Ascari ab und tauschte drei Runden später mit Bonetto das Auto und fiel auf Platz neun zurück, als er in der nächsten Runde nochmals halten musste, um ein Rad zu wechseln. Dadurch rutschte Farina vor auf dem zweiten Platz vor Villoresi, der sich aber in der 20. Runde auf von Peter Hirt versprühtem Öl drehte, seinen Kühler beschädigte und im Verlauf des Weiteren Rennens einige Male die Box aufsuchen musste, um Wasser nachzufüllen. Fangio konnte in Bonettos Wagen einige Plätze gutmachen, fiel aber in der 29. Runde mit Motorschaden aus.
In Runde 40 steuerte der führende Ascari mit Problemen am Motor die Box an und verlor so über eine Minute. Er fiel auf den vierten Platz zurück. Farina führte nun vor Marimón und Hawthorn. Vier Runden später überholte Hawthorn den Argentinier, der zwei weitere Runden später mit Motorschaden aufgeben musste. Ascaris Wagen war nach dem Boxenstopp wieder vollkommen in Ordnung und er startete eine Aufholjagd. In Runde 51 überholte er Hawthorn und zwei Runden später ging er an Farina vorbei und lag so wieder in Führung, die er bis zum Ziel verteidigen konnte. Er gewann das Rennen vor Farina und Hawthorn. Was zu diesem Zeitpunkt niemand ahnen konnte, es war sein letzter Sieg in einem Weltmeisterschaftslauf, zudem auch das letzte Mal, dass er ein Rennen beenden sollte.

## Meldeliste
| Team                      | Nr. | Fahrer                  | Chassis            | Motor           | Reifen |
| ------------------------- | --- | ----------------------- | ------------------ | --------------- | ------ |
| Ecurie Francorchamps      | 02  | Jacques Swaters         | Ferrari 500        | Ferrari 2.0 L4  | E      |
| Escuderia Bandeirantes    | 04  | Francisco Landi         | Maserati A6GCM     | Maserati 2.0 L6 | P      |
| Equipe Gordini            | 06  | Jean Behra              | Gordini T16 (1952) | Gordini 2.0 L6  | E      |
| Equipe Gordini            | 08  | Maurice Trintignant     | Gordini T16 (1952) | Gordini 2.0 L6  | E      |
| Equipe Gordini            | 44  | Fred Wacker             | Gordini T16 (1952) | Gordini 2.0 L6  | E      |
| Ecurie Rosier             | 10  | Louis Rosier            | Ferrari 500        | Ferrari 2.0 L4  | D      |
| Louis Chiron              | 12  | Louis Chiron            | OSCA 20            | OSCA            | P      |
| HWM                       | 14  | Paul Frère              | HWM 53             | Alta 1.5        | D      |
| HWM                       | 16  | Lance Macklin           | HWM 53             | Alta 1.5        | D      |
| HWM                       | 18  | Albert Scherrer         | HWM 53             | Alta 1.5        | D      |
| Ken Wharton               | 20  | Ken Wharton             | Cooper T23         | Bristol 2.0 L6  | D      |
| Èlie Bayol                | 22  | Élie Bayol              | OSCA 20            | OSCA            |        |
| Scuderia Ferrari          | 24  | Giuseppe Farina         | Ferrari 500        | Ferrari 2.0 L4  | P      |
| Scuderia Ferrari          | 26  | Mike Hawthorn           | Ferrari 500        | Ferrari 2.0 L4  | P      |
| Scuderia Ferrari          | 28  | Luigi Villoresi         | Ferrari 500        | Ferrari 2.0 L4  | P      |
| Scuderia Ferrari          | 46  | Alberto Ascari          | Ferrari 500        | Ferrari 2.0 L4  | P      |
| Officine Alfieri Maserati | 30  | Felice Bonetto          | Maserati A6SSG     | Maserati 2.0 L6 | P      |
| Officine Alfieri Maserati | 32  | Juan Manuel Fangio      | Maserati A6SSG     | Maserati 2.0 L6 | P      |
| Officine Alfieri Maserati | 34  | Hermann Lang            | Maserati A6SSG     | Maserati 2.0 L6 | P      |
| Officine Alfieri Maserati | 36  | Onofre Marimón          | Maserati A6SSG     | Maserati 2.0 L6 | P      |
| Ecurie Espadon            | 38  | Peter Hirt              | Ferrari 500        | Ferrari 2.0 L4  | P      |
| Ecurie Espadon            | 40  | Max de Terra            | Ferrari 212        | Ferrari 2.0 V12 | P      |
| Emmanuel de Graffenried   | 42  | Emmanuel de Graffenried | Maserati A6SSG     | Maserati 2.0 L6 | P      |

## Klassifikation

### Qualifying
| Pos. | Fahrer                  | Konstrukteur | Zeit       | Startreihe |
| ---- | ----------------------- | ------------ | ---------- | ---------- |
| 01   | Juan Manuel Fangio      | Maserati     | 2:40,1     | 1 R        |
| 02   | Alberto Ascari          | Ferrari      | 2:40,7     | 1 M        |
| 03   | Giuseppe Farina         | Ferrari      | 2:42,6     | 1 L        |
| 04   | Maurice Trintignant     | Gordini      | 2:43,8     | 2 R        |
| 05   | Onofre Marimón          | Maserati     | 2:44,5     | 2 L        |
| 06   | Luigi Villoresi         | Ferrari      | 2:44,6     | 3 R        |
| 07   | Mike Hawthorn           | Ferrari      | 2:48,1     | 3 M        |
| 08   | Emmanuel de Graffenried | Maserati     | 2:49,9     | 3 L        |
| 09   | Ken Wharton             | Cooper       | 2:51,5     | 4 R        |
| 10   | Felice Bonetto          | Maserati     | 2:52,0     | 4 L        |
| 11   | Hermann Lang            | Maserati     | 2:54,8     | 5 R        |
| 12   | Jean Behra              | Gordini      | 2:55,0     | 5 M        |
| 13   | Jacques Swaters         | Ferrari      | 2:55,1     | 5 L        |
| 14   | Louis Rosier            | Ferrari      | 2:55,4     | 6 R        |
| 15   | Lance Macklin           | H.W.M.       | 2:57,1     | 6 L        |
| 16   | Paul Frère              | H.W.M.       | 2:57,9     | 7 R        |
| 17   | Peter Hirt              | Ferrari      | 3:01,5     | 7 M        |
| 18   | Albert Scherrer         | H.W.M.       | 3:07,4     | 7 L        |
| 19   | Max de Terra            | Ferrari      | 3:21,1     | 8 R        |
| 20   | Francisco Landi         | Maserati     | 3:29,7     | 8 L        |
| 21   | Louis Chiron            | OSCA         | keine Zeit |            |
| 22   | Élie Bayol              | OSCA         | keine Zeit |            |
| 23   | Fred Wacker             | Gordini      | keine Zeit |            |

## Rennergebnis
| Pos. | Fahrer                  | Konstrukteur | Runden | Zeit        | Start | Schnellste Runde |
| ---- | ----------------------- | ------------ | ------ | ----------- | ----- | ---------------- |
| 01   | Alberto Ascari          | Ferrari      | 65     | 3:01:34,4   | 02    | 2:41,3 (50.)     |
| 02   | Giuseppe Farina         | Ferrari      | 65     | + 1:12,93   | 03    |                  |
| 03   | Mike Hawthorn           | Ferrari      | 65     | + 1:35,96   | 07    |                  |
| 04   | Juan Manuel Fangio      | Maserati     | 52     | + 1 Runde   | 01    |                  |
| 04   | Felice Bonetto          | Maserati     | 12     | + 1 Runde   | 01    |                  |
| 05   | Hermann Lang            | Maserati     | 62     | + 3 Runden  | 11    |                  |
| 06   | Luigi Villoresi         | Ferrari      | 62     | + 3 Runden  | 06    |                  |
| 07   | Ken Wharton             | Cooper       | 62     | + 3 Runden  | 09    |                  |
| 08   | Max de Terra            | Ferrari      | 51     | + 14 Runden | 19    |                  |
| 09   | Albert Scherrer         | H.W.M.       | 49     | + 16 Runden | 18    |                  |
| –    | Francisco Landi         | Maserati     | 54     | DNF         | 20    |                  |
| –    | Emmanuel de Graffenried | Maserati     | 47     | DNF         | 08    |                  |
| –    | Onofre Marimón          | Maserati     | 46     | DNF         | 05    |                  |
| –    | Maurice Trintignant     | Gordini      | 43     | DNF         | 04    |                  |
| –    | Jean Behra              | Gordini      | 37     | DNF         | 12    |                  |
| –    | Felice Bonetto          | Maserati     | 12     | DNF         | 10    |                  |
| –    | Juan Manuel Fangio      | Maserati     | 17     | DNF         | 10    |                  |
| –    | Lance Macklin           | H.W.M.       | 29     | DNF         | 15    |                  |
| –    | Peter Hirt              | Ferrari      | 17     | DNF         | 17    |                  |
| –    | Paul Frère              | H.W.M.       | 1      | DNF         | 16    |                  |
| –    | Jacques Swaters         | Ferrari      | 0      | DNF         | 13    | –                |
| –    | Louis Rosier            | Ferrari      | 0      | DNF         | 14    | –                |
| DNS  | Louis Chiron            | OSCA         | –      | –           | –     | –                |
| DNS  | Élie Bayol              | OSCA         | –      | –           | –     | –                |
| DNS  | Fred Wacker             | Gordini      | –      | –           | –     | –                |

## WM-Stand nach dem Rennen
Die ersten fünf bekamen 8, 6, 4, 3 bzw. 2 Punkte; einen Punkt gab es für die schnellste Runde. Es zählten nur die vier besten Ergebnisse aus acht Rennen. Zahlen in Klammern sind Streichresultate.

### Fahrerwertung
| Pos. | Fahrer                  | Konstrukteur         | Punkte      |
| ---- | ----------------------- | -------------------- | ----------- |
| 01   | Alberto Ascari          | Ferrari              | 34,5 (46,5) |
| 02   | Giuseppe Farina         | Ferrari              | 24 (26)     |
| 03   | Juan Manuel Fangio      | Maserati             | 20,5        |
| 04   | Mike Hawthorn           | Ferrari              | 19 (24)     |
| 05   | José Froilán González   | Maserati             | 13,5 (14,5) |
| 06   | Luigi Villoresi         | Ferrari              | 13          |
| 07   | Bill Vukovich           | Kurtis Kraft         | 9           |
| 08   | Emmanuel de Graffenried | Maserati             | 7           |
| 09   | Felice Bonetto          | Maserati             | 6,5         |
| 10   | Art Cross               | Kurtis Kraft         | 6           |
| 11   | Onofre Marimón          | Maserati             | 4           |
| 12   | Oscar Gálvez            | Maserati             | 2           |
| 13   | Sam Hanks               | Kurtis Kraft         | 2           |
| 14   | Duane Carter            | Kurtis Kraft         | 2           |
| 15   | Jack McGrath            | Kurtis Kraft         | 2           |
| 16   | Maurice Trintignant     | Gordini              | 2           |
| 17   | Hermann Lang            | Maserati             | 1,5         |
| 18   | Fred Agabashian         | Kurtis Kraft         | 1,5         |
| 19   | Paul Russo              | Kurtis Kraft         | 1,5         |
| 20   | Jean Behra              | Gordini              | 0           |
| 21   | Louis Rosier            | Ferrari              | 0           |
| 22   | Harry Schell            | Gordini              | 0           |
| 23   | John Barber             | Cooper               | 0           |
| 24   | Peter Collins           | H.W.M.               | 0           |
| 25   | Prinz Bira              | Connaught            | 0           |
| 26   | Stirling Moss           | Cooper / Connaught   | 0           |
| 27   | Alan Brown              | Cooper               | 0           |
| 28   | Ken Wharton             | Cooper               | 0           |
| 29   | Jacques Swaters         | Ferrari              | 0           |
| 30   | Fred Wacker             | Gordini              | 0           |
| 31   | Frederic Roberts-Gerard | Cooper               | 0           |
| 32   | Johnny Claes            | Connaught / Maserati | 0           |
| 33   | Hans Herrmann           | Veritas              | 0           |
| 34   | Peter Whitehead         | Cooper               | 0           |
| 35   | Paul Frère              | H.W.M.               | 0           |
| 36   | André Pilette           | Connaught            | 0           |
| 37   | Yves Giraud-Cabantous   | H.W.M.               | 0           |

| Pos. | Fahrer                  | Konstrukteur  | Punkte |
| ---- | ----------------------- | ------------- | ------ |
| 38   | Louis Chiron            | OSCA          | 0      |
| 39   | Rodney Nuckey           | Cooper        | 0      |
| 40   | Theo Helfrich           | Veritas       | 0      |
| 41   | Kenneth McAlpine        | Connaught     | 0      |
| 42   | Rudolf Krause           | BMW           | 0      |
| 43   | Ernst Klodwig           | BMW           | 0      |
| 44   | Wolfgang Seidel         | Veritas       | 0      |
| 45   | Max de Terra            | Ferrari       | 0      |
| 46   | Albert Scherrer         | H.W.M.        | 0      |
| –    | Robert Manzon           | Gordini       | 0      |
| –    | Carlos Menditéguy       | Gordini       | 0      |
| –    | Adolfo Schwelm-Cruz     | Cooper        | 0      |
| –    | Pablo Birger            | Simca-Gordini | 0      |
| –    | Roberto Mieres          | Gordini       | 0      |
| –    | Roy Salvadori           | Connaught     | 0      |
| –    | Lance Macklin           | H.W.M.        | 0      |
| –    | Georges Berger          | Simca-Gordini | 0      |
| –    | Arthur Legat            | Veritas       | 0      |
| –    | Élie Bayol              | OSCA          | 0      |
| –    | Jimmy Stewart           | Cooper        | 0      |
| –    | Tony Rolt               | Connaught     | 0      |
| –    | Jack Fairman            | H.W.M.        | 0      |
| –    | Ian Stewart             | Connaught     | 0      |
| –    | Duncan Hamilton         | H.W.M.        | 0      |
| –    | Frederic Roberts-Gerard | Cooper        | 0      |
| –    | Anthony Crook           | Cooper        | 0      |
| –    | Edgar Barth             | E.M.W.        | 0      |
| –    | Oswald Karch            | Veritas       | 0      |
| –    | Willi Heeks             | Veritas       | 0      |
| –    | Theo Fitzau             | A.F.M.        | 0      |
| –    | Kurt Adolff             | Ferrari       | 0      |
| –    | Günther Bechem          | A.F.M.        | 0      |
| –    | Erwin Bauer             | Veritas       | 0      |
| –    | Hans Stuck              | A.F.M.        | 0      |
| –    | Ernst Loof              | Veritas       | 0      |
| –    | Francisco Landi         | Maserati      | 0      |
| –    | Peter Hirt              | Ferrari       | 0      |